# Kijowski Okręg Wojskowy (Imperium Rosyjskie)
Kijowski Okręg Wojskowy (ros. Киевский военный округ) – jeden z okręgów wojskowych Imperium Rosyjskiego, utworzony w lipcu 1862 i funkcjonujący do rozpadu imperium .